# Tướng số
Tướng số là các "thuật xem tướng và xem số để đoán về vận mệnh, may rủi." Các thuật này được thiết lập dựa trên giả định rằng các dữ kiện về tướng (khuôn mặt, các đường chỉ tay, các nốt ruồi, dáng đi, vân vân) hoặc các dữ kiện về số (thời điểm ra đời, thời điểm ra đời của người thân trong gia đình, thời điểm mất của người thân trong gia đình, vân vân) có thể cho biết thông tin về quá khứ, tương lai.
Các dữ kiện cho biết những thông tin tốt được gọi là tướng tốt và số tốt. Người có tướng tốt hay có số tốt cũng được gọi là người tốt tướng hay người tốt số. Tương tự, cũng có các khái niệm về tướng xấu, số xấu, người xấu tướng, người xấu số (lưu ý rằng cụm từ "xấu số" hiện nay cũng được sử dụng để mô tả những người có cái chết oan uổng).

## Trong văn hóa dân gian Việt Nam
Các xem xét văn học trung đại cho thấy "từ xưa niềm tin vào bói toán, thuật số đã bén rễ rất sâu trong đời sống tinh thần của dân tộc."